# The Celebration of Mimi
The Celebration of Mimi é a quinta residência musical, ainda em andamento da cantora e compositora americana Mariah Carey, realizada no Dolby Live em Las Vegas Valley, Nevada. A residência celebra o décimo nono aniversário do seu décimo álbum de estúdio The Emancipation of Mimi (2005). Originalmente planejado como uma residência de oito datas, mais duas etapas de shows foram anunciadas em 11 de abril e 22 de julho, respectivamente, após alta demanda. A residência começou em 12 de abril de 2024 e está programada para terminar em 15 de fevereiro de 2025; alcançando vinte e quatro shows.

## Lista de músicas
O setlist a seguir foi obtido do concerto de 12 de abril de 2024.
1. "Narração de abertura" (Contendo elementos de "Alone in Love," "I Don't Wanna Cry," "Vanishing" e "Love Takes Time")
2. "Vision of Love"
3. "Emotions"
4. "Make It Happen"
5. Can't Let Go / I'll Be There" (com Trey Lorenz)
6. "Dreamlover"
7. "Dreamlover" (Def Club Mix, video interlude)
8. "Hero" (Contém elementos de "Music Box")
9. "Without You"
10. "Fantasy" (Bad Boy Fantasy)
11. "Always Be My Baby"
12. "Looking In"
13. "Butterfly" / "Babydoll" / "Breakdown" / "Close My Eyes" / "The Roof (Back in Time)" / "My All"
14. "Honey / Heartbreaker" (Mashup)
15. "Loverboy" / "Don't Stop (Funkin' 4 Jamaica)" / "I Didn't Mean to Turn You On" / "Last Night a DJ Saved My Life" / "Boy (I Need You)" / "Sunflowers for Alfred Roy" (Dancers interlude)
16. "I Wish You Knew"
17. "It's Like That" (Contém elementos de "Hollis Crew" e"Sucker M.C.'s")
18. "Say Somethin'"
19. "Your Girl"
20. "Shake It Off" (Contém elementos de "Don't de Bryson Tiller")
21. "So Lonely (One and Only Part II)" / "Secret Love" (Contém elementos de "Sprung") / "Makin' It Last All Night (What It Do)" (Dancers interlude)
22. "Circles"
23. "Don't Forget About Us"
24. "We Belong Together" (Contém elementos de "Mimi's Late Night Valentine's Mix")
Encore
25. "Fly Like a Bird"
26. "Fly Like a Bird Reprise" (Outro)

## Recepção e crítica
Os críticos compararam The Celebration of Mimi de forma favorável comparando às residências anteriores de Carey. O colunista do Las Vegas Review-Journal, John Katsilometes, chamou-o de "uma variação mais inspirada do show do Caesars, pensativo e criativo baseado em sua linha autobiográfica". De acordo com Tim Chan da Billboard, "embora Carey tenha se apresentado em Vegas antes, ela nunca soou ou pareceu melhor". Mark Gray e Jason Sheeler ' People disseram que "seu último show foi espetacular e definitivamente um prazer para o público".

## Apresentações
| Data                    | Público | Receita |
| Etapa 1                 | Etapa 1 | Etapa 1 |
| ----------------------- | ------- | ------- |
| 12 de abril de 2024     |         |         |
| 13 de abril de 2024     |         |         |
| 17 de abril de 2024     |         |         |
| 19 de abril de 2024     |         |         |
| 20 de abril de 2024     |         |         |
| 24 de abril de 2024     |         |         |
| 26 de abril de 2024     |         |         |
| 27 de abril de 2024     |         |         |
| Etapa 2                 |         |         |
| 26 de julho de 2024     | —       | —       |
| 27 de julho de 2024     | —       | —       |
| 31 de julho de 2024     | —       | —       |
| 2 de agosto de 2024     | —       | —       |
| 3 de agosto de 2024     | —       | —       |
| 7 de agosto de 2024     | —       | —       |
| 9 de agosto de 2024     | —       | —       |
| 10 de agosto de 2024    | —       | —       |
| Etapa 3                 |         |         |
| 31 de janeiro de 2025   | —       | —       |
| 1 de fevereiro de 2025  | —       | —       |
| 5 de fevereiro de 2025  | —       | —       |
| 7 de fevereiro de 2025  | —       | —       |
| 8 de fevereiro de 2025  | —       | —       |
| 12 de fevereiro de 2025 | —       | —       |
| 14 de fevereiro de 2025 | —       | —       |
| 15 de fevereiro de 2025 | —       | —       |